# Carlos Kaiser
Carlos Henrique Raposo, mais conhecido como Carlos Kaiser (Porto Alegre, 2 de julho de 1963) é um ex-futebolista brasileiro que atuava como meia e centroavante.
Sem habilidades necessárias a um futebolista profissional, Carlos teve uma carreira de jogador de futebol por mais de 20 anos, conseguindo ludibriar diversos clubes brasileiros (Botafogo, Flamengo, Bangu, Fluminense, Vasco da Gama, America-RJ) e do exterior (Puebla do México, El Paso Patriots dos EUA e Louletano de Portugal), fazendo parte de seus elencos, mesmo sem praticamente ter disputado partidas oficiais.
Por este fato, Carlos ganhou a alcunha de O Maior Malandro do Futebol Mundial, e passou a aparecer em vários programas de TV, como Programa do Jô, Provocações, Aqui com Benja, entre outros.

## Biografia
| “ | Minha estratégia para não jogar era simples: primeiro, você tem que ter na cabeça que era uma época sem internet e sem exame de ressonância magnética. Então eu simulava lesões em treinos. Às vezes combinava com algum zagueiro e dar uma entrada mais forte, aí tinha aquela simulação marcante. Ou às vezes sentia uma dor muscular de verdade. Como não tinha exame, palavra de jogador contra a do médico. | ” |

Segundo o próprio Carlos, seu apelido Kaiser foi dado devido à semelhança com o alemão Franz Beckenbauer, um dos maiores futebolistas de todos os tempos e que era conhecido como Kaiser (que ao traduzir para a língua portuguesa, significa "Imperador") por conta de sua habilidade com a bola. De acordo com o documentário sobre sua vida, porém, Carlos ganhou este apelido por sua semelhança com uma garrafa da cerveja "Kaiser".
Segundo o Jornal dos Sports, Kaiser foi contratado por três meses pelo Bangu entre agosto e outubro de 1994. Ali apresentou-se fora de forma e alegou ter passagens pelo futebol do México, Argentina e França, onde supostamente defendeu o Ajaccio e afirmava ter sido artilheiro do clube na temporada 1986-1987. Não existem registros de que tenha atuado profissionalmente.
Em 1995, seu passe pertencia ao América do Rio, porém ele não conseguiu regularizar sua situação e acabou não atuando pelo clube.
Sua história começou a ganhar destaque em 2011, após o programa Esporte Espetacular, da Rede Globo, exibir uma matéria que contava, com detalhes, como ele por mais de 20 anos conseguiu ludibriar diversos clubes brasileiros (Botafogo, Flamengo, Bangu, Fluminense, Vasco da Gama, America) e do exterior (Puebla do México, El Paso Patriots dos EUA, Louletano de Portugal e Gazélec Ajaccio da França), fazendo parte de seus elencos, mesmo sem praticamente ter disputado partidas oficiais.

### Táticas para Ludibriar os Clubes
Com uma forma física de dar inveja a muitos jogadores profissionais, mas sem habilidades, sua fraude consistia em assinar um contrato curto e declarar que ele não estava em forma física, de modo que passaria as primeiras semanas apenas com treinamento físico onde pudesse brilhar. Quando ele tinha que treinar com outros jogadores, ele fingia uma lesão no tendão; a tecnologia na época dificultou a detecção da fraude. Quando necessário, ele conseguia um atestado com um dentista amigo que alegava ter uma infecção focal. Seguindo esses passos, ele conseguia ficar alguns meses nos vários clubes, treinando e sem nunca ser exposto como uma fraude.
Outra parte da farsa era fazer amizade com jornalistas para que eles escrevessem histórias fictícias sobre ele, deixando-o, assim, sempre em evidência. Em um artigo de jornal, foi relatado que ele teve um grande momento no Puebla, e que por isso ele foi convidado para se tornar um cidadão mexicano para jogar pela seleção. Ele também usava telefones móveis de brinquedo, caros e incomuns na época, para criar conversas falsas em línguas estrangeiras ou rejeitar ofertas de transferência inexistentes para criar uma imagem de si mesmo como um jogador valioso.

### Verdade ou Mentira?
A prova de que Carlos Kaiser realmente passou por clubes cariocas está nos relatos de outros futebolistas, como Renato Gaúcho, Ricardo Rocha, Bebeto e o falecido Carlos Alberto Torres. Segundo o UOL, Kaiser fez 12 partidas oficiais pelo América-RJ, e 1 pelo Bangu.
Porém, muitas de suas histórias parecem ter sido inventadas, a saber:

#### Campeão Mundial pelo Independiente
Entre seus supostos feitos notáveis, Kaiser alega ter sido campeão Mundial Interclubes pelo Independiente em 1984, fato não confirmado pela diretoria do clube argentino. O Independiente alegou que havia um jogador com o mesmo nome, porém tratava-se do meio-campista Carlos Enrique (também nascido em 1963), que jogou também a Copa América de 1991 pela Seleção da Argentina.

#### Briga com Torcedores do Bangu
Uma das histórias mais curiosas é a que Castor de Andrade, então presidente do Bangu, ordenou que o técnico colocasse Carlos, que estava no banco, em campo. Ele, então, arrumou uma briga com um torcedor Banguense, tomou cartão vermelho e não entrou em campo. Pelo menos é essa a história que Carlos conta. Porém, conforme levantamento feito pelo jornal Tribuna Expresso, um simples levantamentos de informações coloca em xeque esta anedota. Carlos alega que esta briga ocorreu em um jogo que o Bangu estava perdendo por 2 x 0 para o Coritiba. Durante toda a década de 80, somente uma vez é que o Coritiba abriu vantagem de dois gols: na Libertadores de 1986. O problema é que o jogo foi no Paraná, e não em Bangu, como conta Kaiser. Além disso, a história afirma que o treinador do jogo era Moisés, técnico do clube carioca entre 1983 e 1986 e responsável pela contratação do malandro. Porém, o amigo de Kaiser já havia saído da equipa neste jogo; esta foi comandada por Paulo César Carpegiani e não há relato de qualquer transtorno ou expulsão no duelo.

#### Passagem pelo futebol francês
Carlos alega que teve uma passagem pelo Gazélec Ajaccio. O documentário Kaiser: The Greatest Footballer Never to Have Played Football mostra a entrevista com um ex jogador do clube, o brasileiro Serginho, em que ele explica que Carlos Kaiser nunca sequer pisou na Córsega. Ele relata que Carlos Kaiser o conheceu através de seu irmão e que pediu para tirar fotos com o uniforme do clube, em um campo na região do Jardim Botânico, na cidade do Rio de Janeiro. Além disso, Carlos pediu a Serginho sua carteira de jogador profissional do clube de Córsega, de presente. Com a carteira em mãos,  Kaiser falsificou a mesma e começou a utilizá-la para ludibriar as pessoas.

### Vida após pendurar as chuteiras
Após "aposentar-se" da suposta vida de boleiro, Carlos atualmente é personal trainer.
Carlos também é tio do jogador Hyuri, autor do gol que foi eleito o mais bonito da história do Botafogo em uma enquete promovida pelo Globo Esporte em 2020.

## Documentário e Livro
Em novembro de 2015, Carlos Kaiser assinou um contrato de exclusividade com uma empresa de produção do Reino Unido, a Nods & Volleys Entertainment Limited, que foi incorporada especificamente para contar sua história em todos os formatos de mídia.
Em 2018, a sua história virou um documentário, dirigido pelo britânico Louis Myles, intitulado Kaiser: The Greatest Footballer Never to Have Played Football, ainda sem tradução para o português. Myles contou que a ideia do filme surgiu após ter vindo para o Brasil participar da Copa de 2014, e conversar com o jornalista Tim Vickery, correspondente da BBC no Brasil.
| “ | Quando conversei com Tim Vickery, ele me disse que esta era a melhor história que já tinha ouvido do Brasil, não só no esporte. Há outros casos de jogadores que enganaram clubes por algum tempo, mas com o Kaiser foram 26 anos. | ” |

Além do filme, um livro escrito pelo jornalista Rob Smyth, que conta sua história e que é homônimo ao documentário, também foi lançado em 2018.